# Otto Heinrich Warburg
Otto Heinrich Warburg (Friburg de Brisgòvia, Alemanya 1883 - Berlín, 1970) fou un bioquímic i metge alemany guardonat amb el Premi Nobel de Medicina o Fisiologia l'any 1931.

## Biografia
Va néixer el 8 d'octubre de 1883 a la ciutat de Friburg de Brisgòvia, situada a l'actual estat alemany de Baden-Württemberg. Fou fill del físic Emil Warburg, que fou professor de James Franck o Hans von Euler-Chelpin.
Va estudiar bioquímica sota les ordres del seu pare, Jacobus van 't Hoff i Emil Fischer, dirigint aquest últim la seva tesi doctoral realitzada l'any 1906 sobre els polipèptids. Posteriorment va estudiar medicina, graduant-se el 1911. L'any 1913 fou nomenat director de l'Institut Kaiser Guillem de Berlín, centre de recerca que passà a denominar-se l'any 1948 Institut Max Planck, càrrec que va ocupar fins a la seva mort l'1 d'agost de 1970.

## Recerca científica
Interessat en el metabolisme dels tumors i la respiració cel·lular, va idear l'any 1923 el manòmetre per tal d'amidar la pressió dels fluids i descobrí com el metabolisme energètic de les cèl·lues cancerígenes tenen un augment exagerat de glucòlisi anaeròbica amb una gran formació d'àcid làctic.
A partir de 1925 centrà la seva recerca al voltant del citocrom, que Warburg anomenà "ferment respiratori", descobrint el paper del ferro en el transport d'electrons en la respiració cel·lular. Posteriorment va estudiar els processos de deshidrogenització, va aïllar diverses flavicines (ferments grocs) i va contribuir a aclarir el paper de certes vitamines relacionades amb enzims deshidrogenants, particularment la nicotinamida, que forma part del complex denominat vitamina B.
L'any 1931 fou guardonat amb el Premi Nobel de Medicina o Fisiologia “pel descobriment de la naturalesa i el mètode d'acció de l'enzim respiratori”.